# Gary O’Neil
Gary Paul O’Neil (* 18. Mai 1983 in Bromley) ist ein ehemaliger englischer Fußballspieler und heutiger -trainer.

## Karriere

### Verein
Am 29. Januar 2000 debütierte Gary O’Neil im Alter von 16 Jahren im Trikot des damaligen Zweitligisten FC Portsmouth als Profi. Beim Heimspiel gegen den FC Barnsley wurde er eingewechselt, hatte aber keinen Ballkontakt und bestritt während der restlichen Saison kein Spiel mehr. Dennoch war er damit der jüngste Spieler im Trikot des FC Portsmouth, der jemals aufgelaufen ist. Erst unter Trainer Graham Rix bekam der Mittelfeldspieler wieder einige Einsätze. Als am Ende der Saison 2001/02 Harry Redknapp das Traineramt bei Portsmouth übernahm, war O’Neil einer der wenigen Spieler, die nicht im Rahmen der Kaderumstrukturierung den Verein verlassen mussten. Umso überraschender war deshalb, dass er trotzdem nur in elf Spielen eingesetzt wurde.
Am Ende der Saison 2002/03 schaffte er mit seiner Mannschaft den Aufstieg in die Premier League. Um Spielpraxis zu sammeln wurde er zu Beginn der nächsten Saison an den FC Walsall verliehen. Aufgrund seiner guten Leistungen und der Verletzungsprobleme bei Portsmouth wurde er jedoch bereits im November 2003 zurückgeholt. Beim 6:1-Sieg über Leeds United absolvierte O’Neil sein Premier League Debüt und schoss dabei zwei Tore. Nur wenige Tage später musste er nach Dubai zur Junioren-Fußballweltmeisterschaft 2003 abreisen. Zurück in Portsmouth hatten sich alle Verletzungssorgen in der Mannschaft aufgelöst und O’Neil konnte bis zum Saisonende keinen Stammplatz mehr erreichen. Zu Beginn der Saison 2004/05 wurde er deshalb an Cardiff City ausgeliehen. Abermals wurde er bereits nach kurzer Zeit zurückgeholt, da Portsmouth erneut viele verletzte Stammspieler zu beklagen hatte. Nachdem Redknapp entlassen worden war, entwickelte sich O’Neil unter dem neuen Trainer Velimir Zajec und später unter Alain Perrin zum Stammspieler im Mittelfeld von Portsmouth. Nur wenige Monate später wurde Perrin jedoch wieder entlassen und Harry Redknapp erneut als Cheftrainer verpflichtet. Diesem waren die guten Leistungen von O’Neil nicht entgangen und deshalb hielt er diesmal an dem Mittelfeldspieler fest und ließ ihn später sogar auf seiner Lieblingsposition im zentralen Mittelfeld spielen. Beim Heimspiel gegen den FC Everton im Januar 2006 lief er erstmals als Mannschaftskapitän auf und wurde am Saisonende zum Spieler des Jahres von Portsmouth gewählt. In der Folgesaison erreichte er mit seiner Mannschaft den neunten Tabellenplatz.
Am 31. August 2007 wechselte er für umgerechnet 7,5 Millionen Euro zum Ligakonkurrenten FC Middlesbrough. 2008 erlitt O’Neil einen Kreuzbandriss. Bis zur Winterpause 2010/11 spielte er für Boro, ehe er einen Vertrag über zweieinhalb Jahre bei West Ham United unterschrieb.
Zur Saison 2013/14 wechselte O’Neil zum Erstligaabsteiger Queens Park Rangers. Er unterschrieb einen Vertrag bis Saisonende.

### Nationalmannschaft
Gary O’Neil spielte in jeder Jugendnationalmannschaft Englands und war der Mannschaftskapitän der U-21-Nationalmannschaft. O’Neil ist auch berechtigt für die irische Fußballnationalmannschaft zu spielen.

## Trainerkarriere
O’Neil wurde im August 2020 Co-Trainer von Barry Lewtas, der für die U23 des FC Liverpool verantwortlich war. Im Februar 2021 kam er als Teil des Trainerstabs von Jonathan Woodgate, mit dem er bei Middlesbrough zusammengespielt hatte, zum Zweitligisten AFC Bournemouth. Auch nach der Entlassung Woodgates gehörte er unter dessen Nachfolger Scott Parker zum Trainerteam, am Ende der Saison 2021/22 gelang der Aufstieg in die Premier League. Nach der Entlassung Parkers Ende August 2022 wurde O’Neil interimistisch zum Cheftrainer ernannt. Nach dem Ende der Hinrunde und 13 Punkten aus elf Ligaspielen wurde er mit einem Vertrag bis Sommer 2024 ausgestattet und fest als Cheftrainer installiert. Unter der Leitung von O’Neil gewann Bournemouth 10 von 34 Premier-League-Spielen und belegte am Ende der Saison 2022/23 den 15. Tabellenplatz. In der Saisonpause entschied sich Klubeigentümer Bill Foley dazu, O’Neil zu entlassen.
Einen neuen Cheftrainerposten übernahm O’Neil noch vor Saisonbeginn, beim Erstligisten Wolverhampton Wanderers folgte er am 9. August 2023 auf Julen Lopetegui nach, dessen Vertrag am Vortag aufgelöst worden war. Im Dezember 2024 wurde er nach vier Niederlage in Folge und auf dem vorletzten Platz stehend entlassen.

## Sonstiges
Gary O’Neil ist seit 2006 mit seiner Frau Donna Guerin verheiratet und wurde im Mai 2007 Vater der gemeinsamen Tochter.